# Калцијум
Калцијум (Ca, лат. calcium) метал је A групе. Електронска конфигурација му је: , гради 2+ јон. Поседује 6 стабилних изотопа. То су  и 48. Елементарни калцијум је сјајни, сребрнасти метал. На Земљи се калцијум налази само у облику својих једињења и као саставни део минерала. У калцијумове минерале, између осталих, спадају креда, кречњак (као калцит или Мермер) и гипс. Осим тога, калцијум игра врло важну улогу у организму животиња и човека, јер улази у састав костију. Он гради 2+ јоне.

## Особине

### Класификација
Калцијум је сребрнобео, мекан и лак метал. Калцијум је мек као олово, али се не може резати ножем. Елементарни калцијум у присуству ваздуха се врло брзо оксидује. Са водом реагује врло бурно градећи калцијум хидроксид и водоник. Сагорева у присуству кисеоника из ваздуха до калцијум оксида, те у много мањој мери калцијум нитрида. Уколико се уситни у прах, калцијум се може запалити сам од себе. Једињења калцијума се јављају и у води, и узрочник су њене тврдоће. Калцијумови сулфати и хлориди чине сталну тврдоћу воде која се кувањем не може отклонити. Тврда вода је непогодна за коришћење (за кување, прање и индустрију). Калцијум је чврста, сива, сјајна, супстанца на собној температури и атмосферском притиску. Проводи топлоту и електричну струју. Катјони Ca2+ спадају у IV аналитичку групу катјона.
Атом калцијума има двадесет електрона, са електронском конфигурацијом [Ar]4s2. Као и други елементи смештени у групу 2 периодног система, калцијум има два валентна електрона на најудаљенијој с-орбитали, који се врло лако губе у хемијским реакцијама да би формирали дипозитивни јон са стабилном електронском конфигурацијом племенитог гаса, у овом случај аргона.
Калцијум спада у земноалкалне метале. У готово свим хемијским једињењима, калцијум се јавља са оксидационим бројем +2. Тек 2009. године, научницима са Универзитета Фридрих-Шилер у немачком граду Јена успело је добију стабилни калцијум(I) комплекс, у којем се калцијум налази стабилан у дотад непознатом оксидационом стању +1. Међутим, то једињење је врло осетљиво на присуство воде и ваздуха.

### Физичка својства
Метални калцијум се топи на 842°С и кључа на 1494°С; ове вредности су веће од оних за магнезијум и стронцијум, суседне метале групе 2. Његова густина од 1,526 г/цм3 (на 20°С) је најнижа у групи.
Калцијум је тврђи од олова, али се може сећи ножем уз напор. Док је калцијум слабији проводник струје од бакра или алуминијума по запремини, он је бољи проводник по маси од оба, због своје веома мале густине.

### Хемијска својства
Калцијум спонтано реагује са водом брже од магнезијума и спорије од стронцијума да би произвео калцијум хидроксид и гас водоника. Такође реагује са кисеоником и азотом у ваздуху и формира мешавину калцијум оксида и калцијум нитрида. Калцијум је мање реактиван: брзо формира хидратантни премаз у влажном ваздуху, али испод 30% релативне влажности може се чувати неограничено на собној температури.
Поред једноставног оксида СаО, калцијум пероксида, СаО2, се може добити директном оксидацијом металног калцијума под високим притиском кисеоника, а постоје неки докази за жути супероксид Са(О2)2. Калцијум хидроксид, Са(ОН)2, је јака база, мада не тако јака као хидроксиди стронцијума, баријума или алкалних метала. Сва четири дихалида калцијума су позната. Калцијум карбонат (СаСО3) и калцијум сулфат (СаSО4) су посебно распрострањени минерали. Као стронцијум и баријум, метални калцијум се раствара директно у течном амонијаку дајући тамноплави раствор.
Иако је калцијум у истој групи као и магнезијум, а органска магнезијумова једињења се веома широко користе у хемији, органска калцијумова једињења нису на сличан начин распрострањена јер их је теже направити и реактивнија су, иако су недавно истражене као могући катализатори. Органо-калцијумова једињења имају тенденцију да буду сличнија органо-итербијум једињењима због сличних јонских радијуса Yb2+ (102 pm) и Ca2+ (100 pm).

### Изотопи
Калцијум има пет стабилних изотопа (40, 42, 43, 44 и 46Ca), уз још један изотоп (48) чије је време полураспада тако дуго да се из практичних разлога такође може сматрати да је стабилан. Распон од 20% у релативној атомској маси код својих природних изотопа је већи него код било којег другог елемента, изузев водоника и хелијума. Калцијум има и космогенски изотоп, радиоактивни 41 који има време полураспада од 103.000 година. За разлику од других космогенских изотопа који се стварају у Земљиној атмосфери, изотоп 41 се ствара неутронским активирањем калцијума 40Ca. Највећи део његовог настајања је горњи слој дубине од око један метар у тлу, докле у довољној мери продире космогенски неутронски ток. Изотоп 41 је добио додатну пажњу у астрономским студијама звезда, јер се распада на 41K, критични показатељ аномалија у звезданим системима.
Око 97% калцијума који се јавља у природи је у облику изотопа 40. Изотоп 40Ca је један од производа распада калијума 40K, заједно са аргоном 40Ar. Иако је калијум-аргонско датирање врло раширено у геолошким наукама, распрострањеност 40 у природи отежава коришћење овог начина датирања. Технике које користе масену спектрометрију и разређивање изотопа са двоструким спектрометарским врхом се користе за калијум-калцијумско датирање.
Најраспрострањенији изотоп 40Ca има језгро са 20 протона и 20 неутрона. То је уједно и најтежи стабилни изотоп међу свим елементима који има исти број протона и неутрона. У експлозији супернова, калцијум се формира у реакцији угљеника са бројним алфа честицама (језграма хелија), све док се не синтетише најчешћи изотоп калцијума (који садржи десет језгра хелија).

## Заступљеност
Калцијум је најраспрострањенији земноалкални метал, а и један од најраспрострањенијих елемената у природи. Заступљен је у земљиној кори у количини од 3,54%. Због своје хемијске реактивности, у природи се може наћи само у облику својих једињења. Претпоставља се да је једини изузетак једна врста флоурита који у својој кристалној решетки има неку врсту колоидалног калцијума насталог путем природног радиоактивног распада. Калцијум карбонат је главни састојак седиментних стена. Као кречњак чини многе планинске масиве. Веома је распрострањен и калцијум сулфат у виду анхидрита и гипса. Најбитнији минерали калцијума су: калцит, аргонит, мермер, креда, гипс, доломит, кречњак, калцијумфлуорит ... Минерали богати калцијумом попут калцита и гипса су доста распрострањени (нпр. у Алпима целе планине су сачињене од кречњака). Веома је распрострањен и калцијум сулфат у виду анхидрита и гипса.
Као есенцијални део целе живе материје он се налази у саставу костију, зуба, шкољки и лишћа. Поред K+ и + јона, јони калцијума 2+ имају изузетно важну улогу у преносу подражаја кроз нервне ћелије. Међутим, и код других ћелија јони калцијума су врло важни код трансдукције сигнала.
У видљивим спектрима многих звезда, укључујући и Сунце, запажене су снажне спектралне (апсорпцијске) линије једноструко јонизованог калцијума. Међу њима најистакнутије су H-линија на 3968,5 Å и -линија на 3933,7 Å једноструко јонизираног калцијума или Ca&nbsp;II. При посматрању Сунца, или звезда ниске температуре, истакнутост H и K линија у видљивом спектру може бити назнака снажне магнетске активности у хромосфери. Мерење периодичних варијација ових активних подручја такође се може користити у добијању података о периодима ротације таквих звезда.

## Једињења
Загревањем уз присуство ваздуха гради оксид (CaO) и нитрид. Реагује са хладном водом градећи хидроксид уз ослобађање кисеоника. Сем ових једињења битна су и калцијумпероксид и многе соли.
Калцијум-супероксид:

## Добијање
Метални калцијум се производи у вакууму путем редукције од прженог безводног креча (калцијум-оксида) са алуминијумом при температури од 1200  °C. Иако алуминијум има доста мању реактивност и енталпију од калцијума, тако се реакција
{\displaystyle \mathrm {4\ CaO+2\ Al\ {\xrightarrow {1200^{\circ }C}}\ CaAl_{2}O_{4}+3\ Ca\uparrow } }
уравнотежава готово у потпуности на левој страни, али и поред тога овај процес производње функционише, јер настали калцијум при овој температури непрестано испарава тако да се постепено уклања из процеса. Након овог процеса неопходна је дестилација калцијума да би се отклониле нечистоће.

### Аналитика
Калцијум се у крви налази око 50% као јон Ca2+, око 35% везан за беланчевине (албумин, глобулин) те око 15% везан у комплексима (у бикарбонатима, лактатима, цитратима, фосфатима). Серумска вредност калцијума креће се у врло уским границама код нормалног нивоа укупног калцијума између 2,2 и 2,6  (9–10,5 ) а распон нормалног јонизованог калцијума износи од 1,1 до 1,4  (4,5–5,6 ). Биолошки ефекти калцијума одређују се кроз доступност његових слободних јона, па је при томе одлучујући јонизовани калцијум.
Укупна концентрација калцијума (укупни кацијум) у крви зависи од концентрације албумина и с тим у складу се мора кориговати. Алтернативно, може се и директно мерити концентрација јонизованог калцијума. Укунпни калцијум у серуму се одређује помоћу апсорпцијске спектрометрије или пламене емисионе спектроскопије. При томе долазе до изражаја физичке особине калцијума. Директно мерење јонизованог калцијума врши се са јоноселективним електродама.

## Употреба
Метални калцијум служи као редукционо средство у металургији за производњу метала као што су торијум, ванадијум, цирконијум, итријум и других из групе ретких земноалкалних метала, те као редукционо средство у индустрији челика и алуминијума, као додатак легурама алуминијума, берилијума, бакра, олова и магнезијума те као полазни материјал за производњу калцијум хидрида.
Техничка употреба калцијума је много већа у облику његових једињења.
Кречњак (3) и доломит су две важне сировине у данашњој индустрији:
- Средство за уклањање шљаке у индустрији челика. Просечна потрошња износи око 0,5 тона кречњака по тони челика
- Полазна сировина за производњу гашеног креча
- Креда као средство за пуњење вештачких материјала, на пример ПВЦ-а. Циљ је побољшање крутости и отпорности на ударце, као и за смањење скупљања. Осим тога јако повећана топлотна проводљивост омогућава виши радни такт при екструдирању (извлачењу).
- Ситнозрни калцијум-карбонат служи као средство за пуњење скупоценог бездрвног папира
- Фино млевени креч или доломит се користи и као креч за ђубрење у пољопривреди и шумарству или као додатак исхрани неким животињама.

Калцијум-сулфат (гипс) се користи као грађевински материјал. Калцијум-карбид служи као полазна сировина за хемијске синтезе и за производњу ђубрива на бази креча и азота, а раније се користио и за синтезу ацетилена (етин), те се раније погрешно називао и калцијум ацетилид. Калцијум-хлорид служи као средство за сушење и топљење, као и за убрзавање стврдњавања бетона.

## Биолошки значај
Кости човека и животиња садрже калцијум у виду фосфата и карбоната. Недостатак калцијума у костима изазива болест рахитис. Јон калцијума налази се и у крви и убрзава згрушавање крви у додиру са ваздухом. Код биљака улази у неке облике ћелијских зидова. Оне складиште калцијум у стабљици и лишћу. Недостатак калцијума код биљака проузрокује слаб развој корена и лишћа.
Калцијум је заступљен у човековом организму између 1,4 и 1,67% што представља преко 1 килограм. Калцијум има велику улогу у људском организму:
- активатор ензима
- провођење биоелектричних импулса
- удео у згрушавању крви
- удео у грчењу мишића
- удео у производњи хормона

Ниво калцијума у крви зависи од:
- количине калцијума која се уноси исхраном
- количине калцијума у намирницама
- степене избацивања калцијума са мокраћом

Калцијум је такође неопходан састојак у ћелијама биљака.